# Филип фон Хоенлое-Нойенщайн
Филип Ернст фон Хоенлое-Нойенщайн (на немски: Philipp Ernst zu Hohenlohe-Neuenstein; Hollock; * 17 февруари 1550 във Вайкерсхайм, † 6 март 1606 в Ижселщайн в провинция Утрехт) е от 1568 г. граф на Хоенлое, от 1606 г. в Нойенщайн и командир на войската на служба на Нидерландската република.
Той е четвъртият син на граф Лудвиг Казимир фон Хоенлое-Нойенщайн (1517 – 1568) и Анна фон Золмс-Лаубах (1522 – 1594), дъщеря на граф Ото I фон Золмс-Лаубах. Брат е на Волфганг фон Хоенлое-Вайкерсхайм (1546 – 1610), Албрехт фон Хоенлое-Валденбург (1543 – 1575) и Фридрих фон Хоенлое-Лангенбург (1553 – 1590).
Филип служи 1575 г. при Вилхелм Орански и става нидерландски генерал-лейтенант.

## Фамилия
Филип Ернст се жени на 17 февруари 1595 г. в Кастело де Бурен за 39-годишната графиня Мария фон Насау (* 7 февруари 1556 в Бреда; † 10 октомври 1616 в Бюрен), дъщеря на княз Вилхелм Орански Мълчаливия (1533 – 1584) и първата му съпруга графиня Анна ван Егмонт-Бюрен (1533 – 1558). Той я познава още като 11-годишна, понеже живее от 20 години в Нидерландия. Те имат един син:
- Филип Мориц фон Хоенлое-Нойенщайн

От друга връзка той е баща на:
- Ернст фон Хоенлое
- N фон Хоенлое